# Pycnothera cordiae
Pycnothera cordiae är en svampart som beskrevs av G.P. Agarwal & N.D. Sharma 1974. Pycnothera cordiae ingår i släktet Pycnothera, divisionen sporsäcksvampar och riket svampar.   Inga underarter finns listade i Catalogue of Life.